# Blundellsands
Blundellsands – wieś w Anglii, w hrabstwie ceremonialnym Merseyside, w dystrykcie metropolitalnym Sefton. Leży 10 km na północny zachód od centrum Liverpool i 296 km na północny zachód od Londynu. W 2001 miejscowość liczyła 11 514 mieszkańców.